# 척 로우
척 로우(Chuck Low, 1928년 7월 21일 ~ 2017년 9월 18일)는 미국의 배우, 영화배우이다.
뉴욕에서 태어났다.

## 영화
- 킬 더 푸어 (2006년)
- 슬리퍼스 (1996년)
- 테일 라이트 (1992년)
- 좋은 친구들 (1990년) - 모리스 모리 케슬러 역
- 미션 (1986년) - 카베자 역
- 코미디의 왕 (1983년)